# Renault R24
El Renault R24 és el monoplaça que va utilitzar l'escuderia Renault durant la temporada 2004 de Fórmula 1. Va ser pilotat per Jarno Trulli i Fernando Alonso, i posteriorment, Jacques Villeneuve, que va substituir a Trulli durant les últimes carreres.
El monoplaça va ser dissenyat per Mike Gascoyne i va obtenir 3 pole position, 5 podis i una victòria, al Gran Premi de Mònaco, de la mà de Jarno Trulli.
Per a les tres últimes carreres, Trulli va ser substituït per Jacques Villeneuve, que va partir cap a Toyota Racing. L'equip Renault va finalitzar en tercera posició en el mundial de constructors.

## Resultats complets
| Any  | Xassís      | Motor            | Neumàtics | Pilots             | 1   | 2   | 3   | 4   | 5   | 6   | 7   | 8   | 9   | 10  | 11  | 12  | 13  | 14  | 15  | 16  | 17  | 18  | Punts | Lloc final |
| ---- | ----------- | ---------------- | --------- | ------------------ | --- | --- | --- | --- | --- | --- | --- | --- | --- | --- | --- | --- | --- | --- | --- | --- | --- | --- | ----- | ---------- |
| 2004 | Renault R24 | Renault RS24 V10 | M         |                    | AUS | MYS | BAH | SMR | ESP | MON | EUR | CAN | USA | FRA | GBR | GER | HUN | BEL | ITA | CHN | JPN | BRA | 105   | 3r.        |
| 2004 | Renault R24 | Renault RS24 V10 | M         | Jarno Trulli       | 7   | 5   | 4   | 5   | 3   | 1   | 4   | Ret | 4   | 4   | Ret | 11  | Ret | 9   | 10  |     |     |     | 105   | 3r.        |
| 2004 | Renault R24 | Renault RS24 V10 | M         | Jacques Villeneuve |     |     |     |     |     |     |     |     |     |     |     |     |     |     |     | 11  | 10  | 10  | 105   | 3r.        |
| 2004 | Renault R24 | Renault RS24 V10 | M         | Fernando Alonso    | 3   | 7   | 6   | 4   | 4   | Ret | 5   | Ret | Ret | 2   | 10  | 3   | 3   | Ret | Ret | 4   | 5   | 4   | 105   | 3r.        |